# スターダスト・ウィ・アー
『スターダスト・ウィ・アー』（Stardust We Are）は、スウェーデンのプログレッシブ・ロック・バンド、ザ・フラワー・キングスが1997年に発表した3作目のスタジオ・アルバム。

## 解説
ザ・フラワー・キングスのアルバムとしては初めて2枚組CDとして発売され、「僕らは星くず」は25分に及ぶ大作である。以前にもロイネ・ストルト名義のアルバム『ザ・フラワー・キング』（1994年）やザ・フラワー・キングス名義のアルバム『レトロポリス』（1996年）にゲスト参加してきたボーカリストのハッセ・フレベリは、本作制作後の1997年5月より、ライブにも正式メンバーとして参加するようになった。
François Coutureはオールミュージックにおいて5点満点中4点を付け「ロイネ・ストルトの創造力は無尽蔵であるように感じられたが、この2枚組CDを聴くと、よりポップな形式の曲や、重要な曲どうしの繋ぎに過ぎないインストゥルメンタルの小品といった穴埋め曲の割合が、少し増している感もある」「前作『レトロポリス』よりもまとまりがある一方、音楽的には弱いが、本作は冒頭と締め括りの2曲だけでも、フラワー・キングスの傑作の一つに挙げられる」と評している。また、『CDジャーナル』のミニ・レビューでは「これだけ多作でもまったくテンションが落ちないのは、ほんとに脱帽もの」と評されている。

## 収録曲
特記なき楽曲はロイネ・ストルト作。

### ディスク1
1. 世間の目 "In the Eyes of the World" - 10:38
2. 眺めのよい部屋 "A Room With a View" (Thomas Bodin) - 1:26
3. 一度だけ "Just This Once" - 7:54
4. 心の中の教会 "Church of Your Heart" - 9:10
5. 哀れなレインさんのありふれたギター "Poor Mr. Rain's Ordinary Guitar" - 2:44
6. 王様と歩いた男 "The Man Who Walked With Kings" - 4:59
7. サーカス・ブリムストーン "Circus Brimstone" (Roine Stolt, T. Bodin) - 12:03
8. 泣き叫ぶ道化師 "Crying Clown" (T. Bodin) - 0:58
9. 同情熱 "Compassion" - 8:40

### ディスク2
1. 平和の笛 "Pipes of Peace" (R. Stolt, T. Bodin) - 1:19
2. 童心の終わり "The End of Innocence" - 8:29
3. メリーゴーラウンド "The Merrygoround" - 8:17
4. 宇宙のドン "Don of the Universe" - 7:02
5. ある日モールで "A Day at the Mall" (T. Bodin) - 0:45
6. 別の人たち "Different People" - 6:19
7. 偽りの王国 "Kingdom of Lies" - 5:47
8. イフ28 "If 28" (R. Stolt, T. Bodin) - 2:15
9. 赤い雲の亡霊 "Ghost of the Red Cloud" - 4:37
10. 涅槃ホテル "Hotel Nirvana" - 1:49
11. 僕らは星くず "Stardust We Are" - 25:03

## 参加ミュージシャン
- ロイネ・ストルト - リード・ボーカル、ギター、キーボード
- ハッセ・フレベリ - リード・ボーカル、バッキング・ボーカル
- トマス・ボディーン - メロトロン、ピアノ、ローズ・ピアノ、オルガン、オプティガン、アコーディオン、シンセサイザー、エフェクト
- マイケル・ストルト - ベース
- ハイメ・サラザール - ドラムス
- ハッセ・ブルニウソン - パーカッション

ゲスト・ミュージシャン
- ウルフ・ヴァランデル - ソプラノ・サクソフォーン
- Håkan Almkvist - シタール、タブラ